# 英格博格·普珀
英格博格·普珀（1941年1月11日—），德國人，法學家，專長在刑事法與法理學。

## 生平
普佩，又譯樸培、普珀，1941年1月11日出生於今波蘭羅茲一帶，父親是律師，母親則在中學教授數學與物理。她自德國布萊梅Kleine Helle女子中學畢業後，於1961年進入海德堡大學法律系就讀，1955年在巴登-符騰堡邦通過德國法律國家考試第一試，1966年至1970年間在布萊梅參加國家文官訓練實習，同時修讀博士學位。
1970年，普佩通過漢堡、布萊梅、什勒斯維希-霍爾斯坦等三個邦聯合辦理的第二次法律國家考試，同年亦在教授威廉·加拉斯指導下，以《機械紀錄之偽造》（Die Faelschung technischer Aufzeichnungen）論文取得海德堡大學法學院博士學位。此後，普佩擔任刑法暨刑事訴訟法講座教授卡尔·拉克纳的課程助教，並於1977年提出教授資格論文《想像競合與個別犯罪》，獲海德堡大學頒刑法、刑事訴訟法及法理論講師資格，同年即獲波昂大學聘任，講授刑法及刑事訴訟法。
2006年退休後，普佩持續在波昂大學法學院開設法學方法論課程，直到2022年才停止教學，但仍繼續研究工作，撰寫著作、參加學術研討會。
普佩尚擔任過刑法註釋書（Kommentare）主編、法學院法學教育改革委員會委員等職務，並有視力障礙。